# Keota (Iowa)
Keota es una ciudad ubicada en los condados de Keokuk y Washington, Iowa, Estados Unidos. Según el censo de 2020, tiene una población de 897 habitantes.

## Geografía
La ciudad está ubicada en las coordenadas 41°21′55″N 91°57′12″O / 41.36528, -91.95333 (41.365129, -91.953314). Según la Oficina del Censo de los Estados Unidos, Keota tiene una superficie total de 2.00 km², correspondientes en su totalidad a tierra firme.

## Demografía
Según el censo de 2020, hay 897 personas residiendo en Keota. La densidad de población es de 448.50 hab./km². El 94.87% de los habitantes son blancos, el 0.89% son afroamericanos, el 0.11% es amerindio, el 0.67% son de otras razas y el 3.46% son de una mezcla de razas. Del total de la población, el 3.23% son hispanos o latinos de cualquier raza.